# Homophlebia
Homophlebia is een geslacht van vlinders van de familie visstaartjes (Nolidae), uit de onderfamilie Chloephorinae.

## Soorten
- H. bilinea Swinhoe, 1890
- H. xanthosoma Warren